# اندیس شوه
شوه یک اندیس فلزی است که در حوالی شهر رندان استان سیستان و بلوچستان قرار دارد و مادهٔ معدنی موجود در آن، مس است.  